# 【LOVE IS BORN】〜6th Anniversary 2009〜
『【LOVE IS BORN】〜6th Anniversary 2009〜+Documentary film』は、日本のシンガーソングライター、大塚愛のライブビデオ。2010年3月17日にavex traxよりリリースされた。

## 概要
- 2009年9月12日に日比谷野外音楽堂で行われた公演の模様を収録している。
- DVD初回限定盤・DVD通常盤・Blu-ray Discの3形態で発売。DVD初回限定盤は特殊パッケージ仕様で、初回特典として「LOVE IS BORN オリジナル69チャーム」、ポスター型ブックレット、特典映像のDVDが付いている。
- 特典映像のDVDには、「Documentary film」として70分の密着ドキュメント、および26分の南流石との対談の模様を収録している。

## 収録内容

### DISC 1
1. つくね70円
2. バイバイ
3. ビー玉
4. クムリウタ
5. 羽ありたまご
6. Cherish
7. 扇子
8. 黒毛和牛上塩タン焼680円
9. 雨の中のメロディー
10. Birthday Song
11. 未来タクシー
12. 片想いダイヤル
13. ポンポン
14. PEACH
15. フレンジャー
16. フレンズ
17. ネコに風船
18. さくらんぼ
19. CHU-LIP

### DISC 2（初回盤DVDのみ）
1. 密着ドキュメント
2. 特典映像

## ライブ日程
| 公演数 | 開催日  | 会場                   |
| 01     | 9月9日  | 大阪城音楽堂           |
| 02     | 9月10日 | 大阪城音楽堂           |
| 03     | 9月12日 | 日比谷野外大音楽堂     |
| 04     | 9月26日 | 国立台湾大学綜合体育館 |
| 05     | 9月27日 | 国立台湾大学綜合体育館 |